# CHL Top Scorer Award
CHL Top Scorer Award är ett pris som årligen ges ut till den spelare som gjort flest poäng i Canadian Hockey League. Priset delades ut första gången 1994.

## Vinnare
| År   | Spelare              | Nat      | Pos | Lag                      | Liga  | Poäng |
| ---- | -------------------- | -------- | --- | ------------------------ | ----- | ----- |
| 2014 | Connor Brown         | Kanada   | RW  | Erie Otters              | OHL   | 128   |
| 2013 | Brendan Leipsic      | Kanada   | C   | Portland Winterhawks     | WHL   | 120   |
| 2012 | Brendan Shinnimin    | Kanada   | C   | Tri-City Americans       | WHL   | 134   |
| 2011 | Linden Vey           | Kanada   | C   | Medicine Hat Tigers      | WHL   | 116   |
| 2010 | Brandon Kozun        | Kanada   | RW  | Calgary Hitmen           | WHL   | 107   |
| 2009 | Yannick Riendeau     | Kanada   | RW  | Drummondville Voltigeurs | QMJHL | 126   |
| 2008 | Justin Azevedo       | Kanada   | C   | Kitchener Rangers        | OHL   | 124   |
| 2007 | Patrick Kane         | USA      | RW  | London Knights           | OHL   | 145   |
| 2006 | Alexander Radulov    | Ryssland | RW  | Quebec Remparts          | QMJHL | 152   |
| 2005 | Sidney Crosby        | Kanada   | C   | Rimouski Océanic         | QMJHL | 168   |
| 2004 | Sidney Crosby        | Kanada   | C   | Rimouski Océanic         | QMJHL | 135   |
| 2003 | Corey Locke          | Kanada   | C   | Ottawa 67's              | OHL   | 151   |
| 2002 | Pierre-Marc Bouchard | Kanada   | RW  | Chicoutimi Saguenéens    | QMJHL | 140   |
| 2001 | Simon Gamache        | Kanada   | C   | Val-d'Or Foreurs         | QMJHL | 184   |
| 2000 | Brad Richards        | Kanada   | C   | Rimouski Océanic         | QMJHL | 186   |
| 1999 | Mike Ribeiro         | Kanada   | C   | Rouyn-Noranda Huskies    | QMJHL | 167   |
| 1998 | Ramzi Abid           | Kanada   | LW  | Chicoutimi Saguenéens    | QMJHL | 135   |
| 1997 | Pavel Rosa           | Tjeckien | RW  | Hull Olympiques          | QMJHL | 152   |
| 1996 | Daniel Briere        | Kanada   | C   | Drummondville Voltigeurs | QMJHL | 163   |
| 1995 | Marc Savard          | Kanada   | C   | Oshawa Generals          | OHL   | 139   |
| 1994 | Jason Allison        | Kanada   | C   | London Knights           | OHL   | 142   |